# Guarea pendula
Guarea pendula là một loài thực vật có hoa trong họ Meliaceae. Loài này được R.da Silva Ramalho, A.L.Pinheiro & T.D.Penn. mô tả khoa học đầu tiên năm 1987.